# Kastriener Sámuel
Kastriener Sámuel (Temesvár, 1871. október 16. – Temesvár, 1937. október 23.) magyar újságíró, szerkesztő, műfordító.

## Életútja
Tanulmányait Budapesten végezte. Miután bejárta Európa nagy részét, 1890-ben Bukarestben telepedett le, és a Bukarester Lloyd munkatársa lett. Visszatérve szülővárosába, 1897-ben a Temesvarer Zeitung szerkesztőségében dolgozott, 1902 és 1912 között a Die Posaune c. élclapot szerkesztette.
1903-ban megalapította s 1919-ig szerkesztette a Temesvarer Volksblattot, a Bánság első krajcáros lapját. 1912-ben Pogány Mihállyal, a Temesvári Hírlap tulajdonos-szerkesztőjével megalapította a Hunyadi Nyomda-i műintézetet, amely korszerű rotációsgépen nyomta az újságokat s a két világháború közötti időszakban is számos szép kivitelű könyvet jelentetett meg.
Magyarra fordította Heinrich Heine, Klabund és Franz Xaver Kappus több írását, s németre ültette át Herczeg Ferenc, Bródy Sándor, Karinthy Frigyes, Pogány Mihály, Asztalos Sándor novelláit. Fordításait a temesvári újságok és folyóiratok közölték. Magyarul írt adatgazdag helytörténeti írásai és visszaemlékezései a két világháború közt főleg a Temesvári Hírlap hasábjain láttak napvilágot; a lap 1929 és 1931 között folyamatosan közölte Emlékezés a régi Temesvárra c. cikksorozatát.

## Németül írt könyvei
- Krieg in Asien (Temesvár, 1917)
- Weitere Verlustlisten (Temesvár, 1931)